# Leah Cairns
Leah Cairns (Vancouver, 2 juni 1974) is een Canadese actrice.
Cairns is vooral bekend in de rol als Luitenant Margaret 'Racetrack' Emondson in de televisieserie Battlestar Galactica. Ze speelde ook in de serie Supernatural en in de film 88 Minutes. Cairns werd in 2006 genomineerd voor een Leo Award, met de televisieserie Godiva's in de categorie: "Best Supporting Permance by a Female in a Dramatic Series".

## Filmografie

#### Films
- 2005: Thralls - Leslie
- 2007: 88 Minutes - Sara Pollard
- 2007: Kickin' It Old Skool - Vrouw aan tafel
- 2009: Helen - Susanna
- 2014: Interstellar - Lois

#### Televisiefilms
- 2004: I Want to Marry Ryan Banks - Mindy
- 2004: Deep Evil - Vrouw in Airlock
- 2005: Saving Milly - Senator Aide
- 2011: Mega Cyclone - Andrea Newmar

#### Televisieseries
- 2003: Tru Calling - Julie Spence
- 2005 - 2009: Battlestar Galactica - Lt. Margaret 'Racetrack' Edmondson
- 2005 - 2006: Godiva's - Jenna
- 2005: Robson Arms - Tessa
- 2006: Saved - Natalie
- 2006: Supernatural - Julie Hudson
- 2007: Sanctuary - tatha
- 2007 - 2008: Kyle XY - Emily Hollander
- 2014: The Tomorrow People - Lucy
- 2014: Fargo - Rachel Ziskind

- Biblioteca Nacional de España: XX1057195
- Gemeinsame Normdatei: 1062069870
- International Standard Name Identifier: 0000 0000 4655 9732
- Library of Congress Control Number: no2008098067
- Virtual International Authority File: 44113658
- WorldCat: E39PBJdGKbcTHG3vGKkF8Hvrbd